# Watch Dogs
Watch Dogs (стилизовано как WATCH_DOGS; с англ. — «Сторожевые Псы») — медиафраншиза, основанная на видеоиграх в жанре приключенческого боевика, издающихся компанией Ubisoft и разрабатываемых преимущественно её студиями в Монреале и Торонто на игровом движке Disrupt. Серия получила своё название от первой одноимённой игры, выпущенной в 2014 году, и в общей сложности включает в себя три игры, последняя из которых — Watch Dogs: Legion — вышла в 2020 году. Также было опубликовано несколько сопутствующих книг и мини-сериалов комиксов по мотивам вселенной игр.
Геймплей в играх серии Watch Dogs сосредоточен на открытом мире, где игрок может выполнять миссии для продвижения по сюжету, а также заниматься различными второстепенными делами. Основной геймплей состоит из вождения, стрельбы и стелса, с периодическими элементами ролевых игр и головоломок. Действие игр Watch Dogs разворачивается в вымышленных версиях реальных городов разных эпох, и повествует о разных хакерах-протагонистах, которые, преследуя разные цели, оказываются вовлечёнными в преступный мир своих городов. Антагонистами обычно выступают коррумпированные компании, главари преступных группировок и конкурирующие хакеры, которые используют в своих интересах ctOS (central Operating System — Центральная операционная система) — вымышленную компьютерную сеть, объединяющую все электронные устройства города в единую систему и хранящую личную информацию о большинстве граждан. Игрок тоже имеет доступ к ctOS, с помощью которой можно управлять различными устройствами, чтобы помочь себе в бою, стелсе или решении головоломок.
Игры серии получили в целом положительные отзывы за элементы геймплея, структуру миссий и дизайн мира, хотя подвергались критике за частые технические проблемы. Сюжет и персонажи, в свою очередь, вызвали неоднозначную реакцию. Серия оказалась финансово успешной: общие продажи первых двух игр превысили 20 миллионов копий.

## Игры
| 2014 | Watch Dogs                     |
| 2014 | Watch Dogs: Bad Blood          |
| 2015 |                                |
| 2016 | Watch Dogs 2                   |
| 2017 |                                |
| 2018 |                                |
| 2019 |                                |
| 2020 | Watch Dogs: Legion             |
| 2021 | Watch Dogs: Legion — Bloodline |

### Watch Dogs(2014)
Действие первой части серии разворачивается в вымышленной версии метрополитенского ареала Чикаго в 2013 году. Игра повествует о хакере, принадлежащим к Серым шляпам, и вигиланте Эйдене Пирсе, желающем отомстить за убийство своей племянницы. Разработка игры началась в 2009 году с бюджетом в 68 миллионов долларов. Watch Dogs изначально разрабатывалась как потенциальное продолжение серии Driver студией Ubisoft Montreal параллельно с разработкой игры Driver: San Francisco, которая велась студией Ubisoft Reflections. Driver: San Francisco вышла в 2011 году, но не имела сильных коммерческих показателей, что привело к переработке проекта в Монреале в игру, ориентированную на хакерство, но при этом сохранившую элементы вождения. Ведущим разработчиком Watch Dogs была студия Ubisoft Montreal, а дополнительную поддержку оказали Ubisoft Reflections, Ubisoft Paris, Ubisoft Quebec и Ubisoft Bucharest. Игра вызвала большой ажиотаж после демонстрации геймплея на выставке E3 2012, однако финальная версия подверглась обвинениям в ухудшении графики и вызвала споры. Релиз состоялся на Windows, PlayStation 3, PlayStation 4, Xbox 360 и Xbox One в мае 2014 года, а версия для Wii U вышла в ноябре 2014 года.
Для игры был выпущен загружаемый контент под названием Watch Dogs: Bad Blood в сентябре 2014 года. Главным героем стал Рэймонд «Ти-Бон» Кинни, один из ключевых персонажей основной игры. Дополнение добавляет 10 сюжетных миссий, новые задания из разряда Street Sweep Contracts, а также новые приспособления, костюмы, побочные миссии и радиоуправляемую машинку.

### Watch Dogs 2(2016)
Действие Watch Dogs 2 разворачивается в вымышленной версии области залива Сан-Франциско в 2016 году. Игра повествует о хакере Маркусе Холлоуэе, который был несправедливо обвинён и наказан системой ctOS 2.0, после чего присоединяется к хакерской группировке DedSec, чтобы повысить осведомленность общества об опасностях ctOS 2.0 и раскрыть коррупцию её создателей, компании Blume. Эта часть расширила возможности многопользовательской игры первой игры и представила новое оружие и гаджеты. В отличие от мрачной Watch Dogs, игра сделана в более ярких и оптимистичных тонах. Ведущим разработчиком выступила Ubisoft Montreal, а помощь в разработке оказывали студии Ubisoft в Торонто, Париже, Бухаресте, Киеве и Ньюкасле. Watch Dogs 2 вышла в ноябре 2016 года на Windows, PlayStation 4 и Xbox One.
Для игры было выпущено пять пакетов загружаемого контента: «T-Bone Content Bundle», «Human Conditions», «No Compromise», «Root Access Bundle» и «Psychedelic Pack». Согласно эксклюзивному соглашению с Sony Interactive Entertainment, весь дополнительный контент первоначально выходил как эксклюзив для PlayStation 4.
- Root Access Bundle (Набор «Полный доступ»; доступен на момент декабря 2016 года)[16] и Psychedelic Pack (Набор «Психоделика»; доступен в день релиза) включают миссию про Зодиака, а также новые костюмы, машины, скины и оружие[13][14].
- T-Bone Content Bundle (Набор «Ти-Бон») вышел 22 декабря 2016 года для PlayStation 4[17] и включает в себя новую сложность для кооперативного режима «Хаос», а также одежду и грузовик Рэймонда «Ти-Бона» Кинни[13][14].
- Human Conditions («Биотехнологии») вышел 21 февраля 2017 года для PlayStation 4, а 23 марта для Xbox One и ПК[18]. Набор включает в себя три новые истории, разворачивающиеся в научных и медицинских отраслях Сан-Франциско. Он также содержит новые кооперативные миссии с новым классом врагов — «Анти-хакер», технологически продвинутым противником, способным блокировать всё хакерское оборудование игрока, делая его уязвимым для прямых атак[13][14].
- No Compromise («Никаких компромиссов») вышел 18 апреля 2017 года для PlayStation 4 и 18 мая для Xbox One и ПК, предлагая новую сюжетную миссию, костюмы и оружие[19].

### Watch Dogs: Legion(2020)
Действие Watch Dogs: Legion разворачивается в вымышленном антиутопическом Лондоне, где местное отделение DedSec пытается очистить свое имя после того, как его обвинили в серии террористических взрывов. DedSec также стремится освободить жителей Лондона из-под контроля Albion, репрессивной частной военной компании, которая превратила город в государство тотальной слежки после взрывов. Игра представляет систему нескольких игровых персонажей, позволяя игрокам вербовать практически любых неигровых персонажей в открытом мире. Каждый персонаж имеет свои уникальные навыки и биографию, и может быть потерян навсегда, если перед началом новой игры включить опцию перманентной смерти. В зависимости от выбранного персонажа существует много способов прохождения миссий. Разработку игры возглавляла студия Ubisoft Toronto, а креативным директором стал Клинт Хокинг. Legion вышла на Windows, PlayStation 4, Xbox One и Stadia 29 октября 2020 года; версии для PlayStation 5 и Xbox Series X/S также стали доступны после выхода консолей.
Многопользовательская онлайн составляющая игры, выход которой изначально планировался на 3 декабря, но был отложен до марта 2021 года, позволяет четырём игрокам проходить эксклюзивные кооперативные миссии, участвовать в различных соревновательных режимах или просто вместе исследовать Лондон. После выхода Legion получила несколько бесплатных обновлений, которые добавили новые миссии, игровые режимы и персонажей, включая ряд специальных оперативников, таких как Мина Сидху — бывшая подопытная, получившая способность контролировать разум; Эйден Пирс из оригинальной Watch Dogs; Ренч — ключевой персонаж Watch Dogs 2; и Дарси Кларксон — член Британского Братства Ассасинов, как часть неканонического кроссовера с франшизой Assassin’s Creed от Ubisoft. Платное сюжетное дополнение под названием Watch Dogs: Legion — Bloodline с Эйденом и Ренчем в новой истории, разворачивающейся после событий каждой из игр, но до основной кампании Legion, вышло 6 июля 2021 года.

## Мобильное приложение
27 мая 2014 года стало доступно приложение Watch Dogs Companion: ctOS Mobile от Ubisoft для смартфонов и планшетов на базе Android, iOS и Windows. Приложение поддерживает все версии игры Watch Dogs и позволяет игрокам на консолях и ПК взаимодействовать с игроками на смартфонах и планшетах, даже если у последних нет игры. В приложении игрок управляет полицейской и инфраструктурной системами вымышленной версии города Чикаго в качестве представителя ctOS. Задача игрока — поддерживать порядок в городе, пытаясь остановить других игроков (на консолях и ПК) на их пути. Например, можно вызвать полицейский вертолёт с бортовым снайпером, который может открыть огонь по игроку, включать и выключать светофоры, взрывать трубопроводы и т. д. Чтобы стать сильнее, можно улучшать полицейские подразделения. Чем больше задач выполнит игрок, тем больше у него будет возможностей для улучшения оборудования и полицейских подразделений.
Приложение было удалено 2 октября 2017 года в соответствии с обновленными требованиями.

## Игровой процесс
Серия Watch Dogs является частью жанра песочницы. В играх комбинируются элементы экшена, приключений, стелса и управления транспортом. Игрок может свободно передвигаться по виртуальному миру пешком или на транспорте и использовать различные виды оружия и рукопашного боя. Незаконные действия, такие как нападение на неигровых персонажей, вызовут активный и, как правило, смертельный ответ со стороны представителей власти. В случае смерти игрок возродится недалеко от места гибели.
В каждой игре игрок берёт на себя роль хакера, который может взламывать различные электронные устройства, подключённые к вымышленной системе ctOS, используя внутриигровой смартфон. Хотя большинство возможностей ctOS полезны для решения головоломок или в режиме стелса, игрок может использовать их практически в любой момент геймплея, чтобы создавать различные ситуации, например, взламывать светофоры и создавать пробку или вызывать полицию на ничего не подозревающих неигровых персонажей. В каждой игре игрок может повышать уровень и открывать новые хакерские способности и гаджеты. В Watch Dogs 2 было представлено больше оружия и гаджетов, таких как тазер и квадрокоптер.

### Сеттинг
Действие игр серии Watch Dogs разворачивается в вымышленных версиях реальных городов, где внедрена система ctOS. Действие Watch Dogs происходит в ареале Чикаго, Watch Dogs 2 — в области залива Сан-Франциско, а Watch Dogs: Legion — в Большом Лондоне. В то время как первые две игры развиваются в современном мире, Legion показывает «ближайшее будущее» (около 2030 года), демонстрируя значительные технологические достижения.

## Отзывы и критика
| Игра               | GameRankings                                                                    | Metacritic                                                       |
| ------------------ | ------------------------------------------------------------------------------- | ---------------------------------------------------------------- |
| Watch Dogs         | (PC) 75.88% (PS3) 76.00% (PS4) 81.26% (X360) 77.67% (XONE) 77.67% (WIIU) 62.50% | (PC) 77/100 (PS4) 80/100 (XONE) 78/100 (WIIU) 62/100             |
| Watch Dogs 2       | (PC) 74.67% (PS4) 83.21% (XONE) 81.88%                                          | (PC) 75/100 (PS4) 82/100 (XONE) 81/100                           |
| Watch Dogs: Legion | —                                                                               | (PC) 72/100 (PS4) 70/100 (PS5) 66/100 (XONE) 76/100 (XSX) 74/100 |

Watch Dogs получила в целом положительные отзывы, несмотря на критику в адрес некоторых технических проблем, несоответствия графики между маркетинговыми материалами и реальной игрой, сюжета и главного героя. К концу 2014 года было продано более 10 миллионов копий игры.
Watch Dogs 2 получила в целом положительные отзывы после выхода, критики обычно рассматривали её как улучшение по сравнению с оригинальной игрой. Хотя в коммерческом плане игра испытывала трудности при старте, к 2020 году было продано более 10 миллионов копий.
Watch Dogs: Legion получила в целом смешанные отзывы. Критики по-разному отнеслись к системе нескольких игровых персонажей: одни оценили разнообразие и включение перманентной смерти для создания эмоциональной привязанности игроков, в то время как другие раскритиковали отсутствие индивидуальности у персонажей и дисбаланс между их способностями. Также критике подверглись игровой мир, механика вождения, непоследовательная сложность, однообразные миссии, сетевые режимы и технические проблемы.

## В других медиа
Вместе с первой игрой Watch Dogs была выпущена электронная книга //n/Dark Clouds от Джона Ширли как продолжение сюжета. В 2019 году издательством Titan Comics была опубликована серия комиксов Watch Dogs: Return to Rocinha, позже объединённая в одну книгу. Роман-приквел к Watch Dogs: Legion под названием Day Zero от издательства Aconyte Books и сопутствующая книга Resistance Report от Insight Editions вышли перед релизом игры. С ноября 2021 года компанией Behemoth в США ежемесячно выпускалась серия спин-офф комиксов, а во Франции издательство Glénat опубликовало два сборника этой серии. В апреле 2022 года издательством Aconyte Books был опубликован роман-приквел к дополнению Watch Dogs: Legion — Bloodline под названием Stars and Stripes, повествующий об Эйдене Пирсе и устраняющий разрыв между событиями Watch Dogs и Legion.
В 2013 году ходили слухи, что Ubisoft Motion Pictures, Sony Pictures Entertainment и New Regency разрабатывают экранизацию первой игры Watch Dogs. В 2014 году Пол Верник и Ретт Риз получили заказ на написание сценария для фильма. В 2016 году Engadget опубликовал статью, в которой говорилось, что фильм всё ещё находится в разработке и что Ubisoft планирует сделать экранизации всех своих франшиз. Хотя в том же году вышла экранизация самой популярной франшизы Ubisoft — Assassin’s Creed, о фильме по Watch Dogs с тех пор не было никаких новостей, и проект оставался в производственном аду до 2024 года. В 2024 году киностудия Ubisoft Film & Television заключила соглашение с режиссёром Матьё Тури и сценаристом Кристи Леблан. На главную роль в киноадаптации игры была утверждена Софи Уайлд. В июне 2024 года к актёрскому составу присоединился Том Блайт. 3 июля 2024 года начались съёмки фильма.
В 2019 году появилась информация о разработке анимационного телесериала «Кибертайна» по мотивам Watch Dogs. В отличие от видеоигр с рейтингом M, сериал будет ориентирован на подростков и расскажет о юной «суперхакерше», раскрывающей преступления в своей школе.